# Blues in the Night (Lied)
Blues in the Night ist ein Song, der von Harold Arlen (Musik) und Johnny Mercer (Text) geschrieben und 1941 veröffentlicht wurde. Die Version von Woody Herman wurde 1941 in den Vereinigten Staaten ein Nummer-1-Hit.

## Verwendung des Songs und erste Aufnahme
Arlen und Mercer schrieben Blues in the Night für das gleichnamige Filmmusical, gespielt wurde der Song in dem Film vom Jimmie Lunceford Orchestra. Der für einen Oscar nominierte Film zeigte ein musikalisches Drama über eine Jazzband, die mit Gangstern in Verbindung steht. Zu den Schauspielern, die Bandmitglieder spielten, gehörten Priscilla Lane und Jack Carson als Paar sowie Richard Whorf und Elia Kazan.
Harold Arlen erinnerte sich:
„Wir saßen an der Musik für einen Film mit dem Titel Hot Nocturne und das Script sah vor, dass ein Schwarzer im Gefängnis einen Blues singt. Ich wusste, dass jeder Musiker einen Blues schreiben und damit durchkommen konnte, aber jetzt wollte ich etwas Besonders machen [...] Ich schrieb drei zwölftaktige Strophen in der klassischen Bluesform. Dazu brauchte ich etwas eineinhalb Tage. Dann wusste ich, dass die Melodie große Kraft besaß. Ich übergab das Johnny Mercer, und er fing an, lyrische Ideen zu erfinden. Vier Seiten schrieb er damit voll. Den ersten Vers fand ich nicht ganz richtig und deshalb schlug ich vor, eine Zeile von der vierten Seite My mama done tol’ me an den Anfang zu stellen. Das klappte und brachte das Lied in Fluss.“
My momma done tole me,
when I was in knee-pants,
my momma done tole me,
“Son, a woman’s a sweet-talk,
who’ll give you the big-eye.”’
Margaret Whiting erinnerte sich daran, wie sie erstmals Blues in the Night hörte; Arlen und Mercer hatten den Song soeben fertiggestellt und spielten ihn am Piano bei ihr zu Hause einer Gruppe von Sängern und Schauspielern vor, darunter Mickey Rooney, Judy Garland, Mel Tormé und Martha Raye.
„...the song had its own strength...that whole thing about the whistle blowing in the night, the associations that were built into Johnny’s lyric. And Harold had written that kind of steady blues refrain that kept on repeating itself.“
Der Song wurde in der Kategorie Bester Song für einen Oscar nominiert, den schließlich 1942 Jerome Kern und Oscar Hammerstein II für den Song The Last Time I Saw Paris erhielten.

## Coverversionen
Bereits 1941 wurde der Song von Artie Shaw (Arrangement: Bill Challis, #10), Benny Goodman (mit Peggy Lee), #20) und Woody Herman and His Orchestra (#1) gecovert; deren Versionen kamen in die US-Hitparaden. Im selben Jahr nahmen auch die Swing-Orchester Cab Calloway, Charlie Barnet, Glenn Miller, Harry James und Tommy Dorsey den Song auf; Lunceford spielte außerdem im Dezember 1941 für Decca Records ein, wobei Joe Thomas und Eddie Wilcox die Vokalparts hatten.
In den 1940er-Jahren folgten Aufnahmen des Songs durch Rosemary Clooney (die 1952 noch #20 der Charts erreichte), Big Joe Turner, Teddy Weatherford, Frank Sinatra, Noble Sissle, Louis Armstrong, Eddie South und Phil Moore, in Europa auch Alice Babs, Helmut Brandt, Jerry Mengo und Sidney Bechet. Tom Lord listet 314 Coverversionen des Titels.